# Nîjnii Bîstrîi, Hust
Nîjnii Bîstrîi (în ucraineană Нижній Бистрий) este localitatea de reședință a comunei Nîjnii Bîstrîi din raionul Hust, regiunea Transcarpatia, Ucraina.

## Demografie
Componența lingvistică a localității Nîjnii Bîstrîi
     Ucraineană (99,58%)
     Alte limbi (0,42%)
Conform recensământului din 2001, majoritatea populației localității Nîjnii Bîstrîi era vorbitoare de ucraineană (99,58%), existând în minoritate și vorbitori de alte limbi.